# Canthon janthinus
Canthon janthinus là một loài bọ cánh cứng trong họ Bọ hung (Scarabaeidae).